# Воллестон (Пенсільванія)
Воллестон (англ. Wallaceton) — місто (англ. borough) в США, в окрузі Клірфілд штату Пенсільванія. Населення — 297 осіб (2020).

## Географія
Воллестон розташований за координатами 40°57′56″ пн. ш. 78°17′16″ зх. д. / 40.96556° пн. ш. 78.28778° зх. д. (40.965638, -78.287646).  За даними Бюро перепису населення США в 2010 році місто мало площу 1,98 км², з яких 1,98 км² — суходіл та 0,01 км² — водойми.

## Демографія
Згідно з переписом 2010 року, у селищі мешкало 313 осіб у 118 домогосподарствах у складі 89 родин. Густота населення становила 158 осіб/км².  Було 129 помешкань (65/км²).
Расовий склад населення:
| - 99,7 % — білих - 0,3 % — чорних або афроамериканців |

До двох чи більше рас належало 0,0 %. Частка іспаномовних становила 0,0 % від усіх жителів.
За віковим діапазоном населення розподілялося таким чином: 24,0 % — особи молодші 18 років, 64,5 % — особи у віці 18—64 років, 11,5 % — особи у віці 65 років та старші. Медіана віку мешканця становила 41,1 року. На 100 осіб жіночої статі у селищі припадало 90,9 чоловіків;  на 100 жінок у віці від 18 років та старших — 95,1 чоловіків також старших 18 років.
Середній дохід на одне домашнє господарство  становив 52 083 долари США (медіана — 42 212), а середній дохід на одну сім'ю — 54 848 доларів (медіана — 43 750). Медіана доходів становила 37 250 доларів для чоловіків та 32 875 доларів для жінок. За межею бідності перебувало 13,3 % осіб, у тому числі 21,7 % дітей у віці до 18 років та 7,1 % осіб у віці 65 років та старших.
Цивільне працевлаштоване населення становило 162 особи. Основні галузі зайнятості: роздрібна торгівля — 20,4 %, транспорт — 19,1 %, освіта, охорона здоров'я та соціальна допомога — 16,0 %.